# دلئون اسپرینگز (فلوریدا)
دلئون اسپرینگز (به انگلیسی: DeLeon Springs) یک منطقهٔ مسکونی در ایالات متحده آمریکا است که در شهرستان ولوسیا، فلوریدا واقع شده‌است. دلئون اسپرینگز ۶٫۸ کیلومتر مربع مساحت و ۲٬۶۱۴ نفر جمعیت دارد و ۱۵ متر بالاتر از سطح دریا قرار دارد.